# Белпоща
„Белпоща“ (на беларуски: Белпошта или на руски: Белпочта) е държавн компания, националната пощенска служба на Беларус. Тя става част от Световния пощенски съюз през 1947 г.

## История
Развитието на пощенските услуги в Беларус започва в древността. През 885 г. за първи път се споменава в Хрониката на пратеника на беларуската земя, „Изпратено до Олег Радзимичи с молба...“ 
В Киевска Рус е имало специална „позиция“ – пратеник на княза. Куриерите доставяли заповедта на принца в различни области на страната.
През 1583 г. първият в Беларус пощенски път (Варшава – Бялисток – Гродно – Вилнюс) въвежда тарифна система, която действа и днес във всички страни по света. Доставката се определя от вида и теглото му.
През 1793 г. Беларус става част от Руската империя и след това пощата се доразвива като част от пощенската система на Руската империя. Образували се пощенски райони, включително Минск, Витебск и Могилев.
Първата телеграфна станция в Беларус е оборудвана през 1859 г. в Минската поща и в Бобруйск. Организира първата телеграфна линия.
Редовният превоз на поща с железопътен транспорт започва през 1871 г. по маршрута Минск – Москва, Минск – Ровно, Минск – Брест, Минск – Любава. Пощенските коли са имали специални стелажи за съхранение и сортиране на поща.